# Дисјункциони силогизам
У математици (и математичкој логици), под дисјункционим силогизмом, или дисјунктивним силогизмом, сматра се правило закључивања „искључењем неистине”, тј. правило следећег облика:
 или .
Није . (Није Q.)
Дакле, . (Дакле, P.)
Ово правило има два потпуно равноправна облика: леви и десни, који гласе:
- леви:

{\displaystyle {\frac {P\lor Q~~~~\neg Q}{P}}(DS^{L})}, односно, секвентно записано, {\displaystyle P\lor Q,\neg Q\vdash P},
- десни:

{\displaystyle {\frac {P\lor Q~~~~\neg P}{Q}}(DS^{D})}, односно, секвентно записано, {\displaystyle P\lor Q,\neg P\vdash Q}.
Правило дисјунктног силогизма је уско повезано са дисјункцијом.

## Доказ
Правило дисјунктног силогизма лако се доказује Де Моргановим правилима. Испод је пружен формалан доказ левог правила.

{\displaystyle 1.P\lor Q}

{\displaystyle 2.\neg Q}

{\displaystyle 3.|\neg P}

{\displaystyle 4.|\neg P\land \neg Q~~~~~~~~\land _{U},2,3}

{\displaystyle 5.|\neg (P\lor Q)~~~~~~~~DM,4}

{\displaystyle 6.|\perp ~~~~~~~~\neg _{E},1,5}

{\displaystyle 7.\neg \neg P~~~~~~~~\neg _{U},3-6}

{\displaystyle 8.P~~~~~~~~\neg \neg _{E},7}
Десно правило се доказује аналогно.

## Објашњење истинитосним таблицама
| P | Q | P ∨ Q |
| - | - | ----- |
| T | T | T     |
| T | F | T     |
| F | T | T     |
| F | F | F     |

У колонама горње табеле 2 и 3 важи {\displaystyle P\lor Q} (зелено). Такође, у њима важи и да је један од почетних аргумената нетачан (црвено). Сада, једини преостали аргуменат у свакој колони мора бити тачан, јер уколико не би — не би важило ни {\displaystyle P\lor Q}, према правилима оператора {\displaystyle \lor }.